# Kamov Ka-32
El Kamov Ka-32 (en ruso: Ка-32, designación OTAN: Helix-C) es un helicóptero civil de tamaño medio y polivalente desarrollado por la compañía rusa Kamov a partir del helicóptero militar Ka-27 (Helix-A).

## Variantes

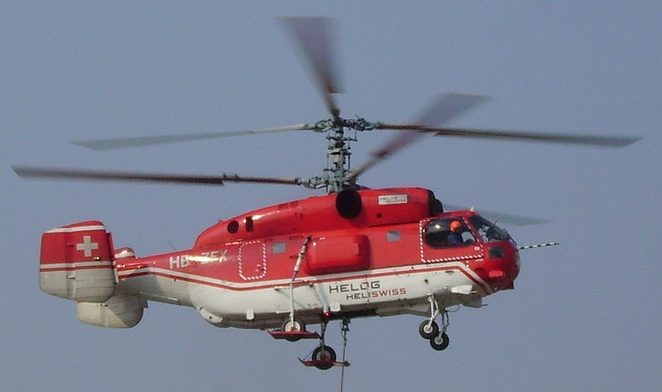
Ka-32 con eslinga de la empresa suiza Helog Heliswiss.

Variantes y usos del Ka-32:
Ka-32SKa-32 para búsqueda y rescate (SAR) marítima, evacuación médica y operaciones de soporte.
Ka-32TModelo utilitario del Ka-32 para uso civil o militar con menor equipamiento y aviónica.
Ka-32KVersión helicóptero grúa del Ka-32 para elevación de cargas pesadas y provisto de una góndola de observación retráctil bajo el fuselaje.
Ka-32AVersión del Ka-27/32 para transporte civil de 16 pasajeros y carga con eslinga. Propulsado por dos turboejes Klimov TV3-117V de 2.190 CV.
Ka-32A1Modificación del Ka-32A para operaciones de lucha contra incendios.
Ka-32A2Modificación del Ka-32A para operaciones policiales.

## Operadores
Canadá

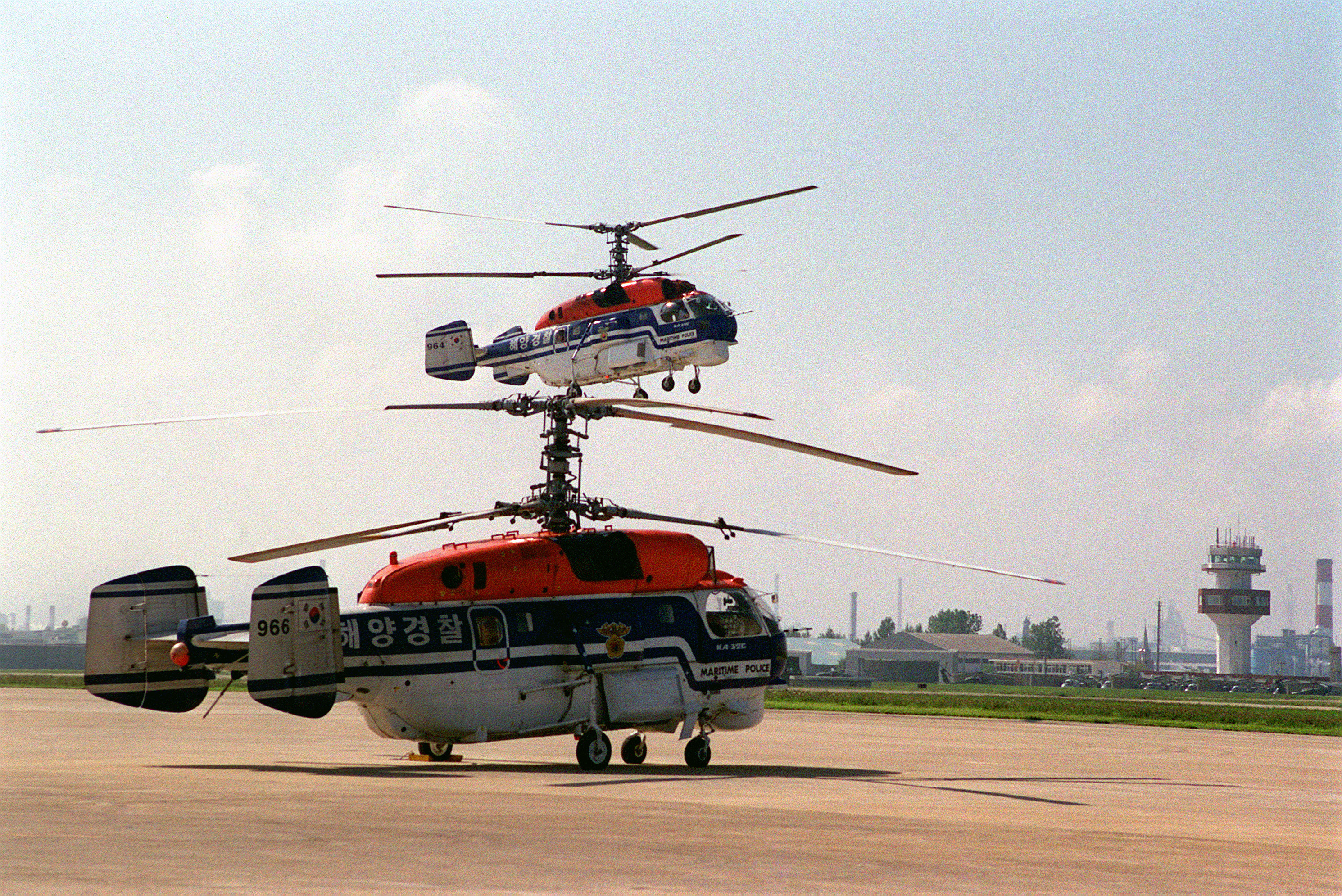
Dos Ka-32 de la Guardia Costera de Corea del Sur.

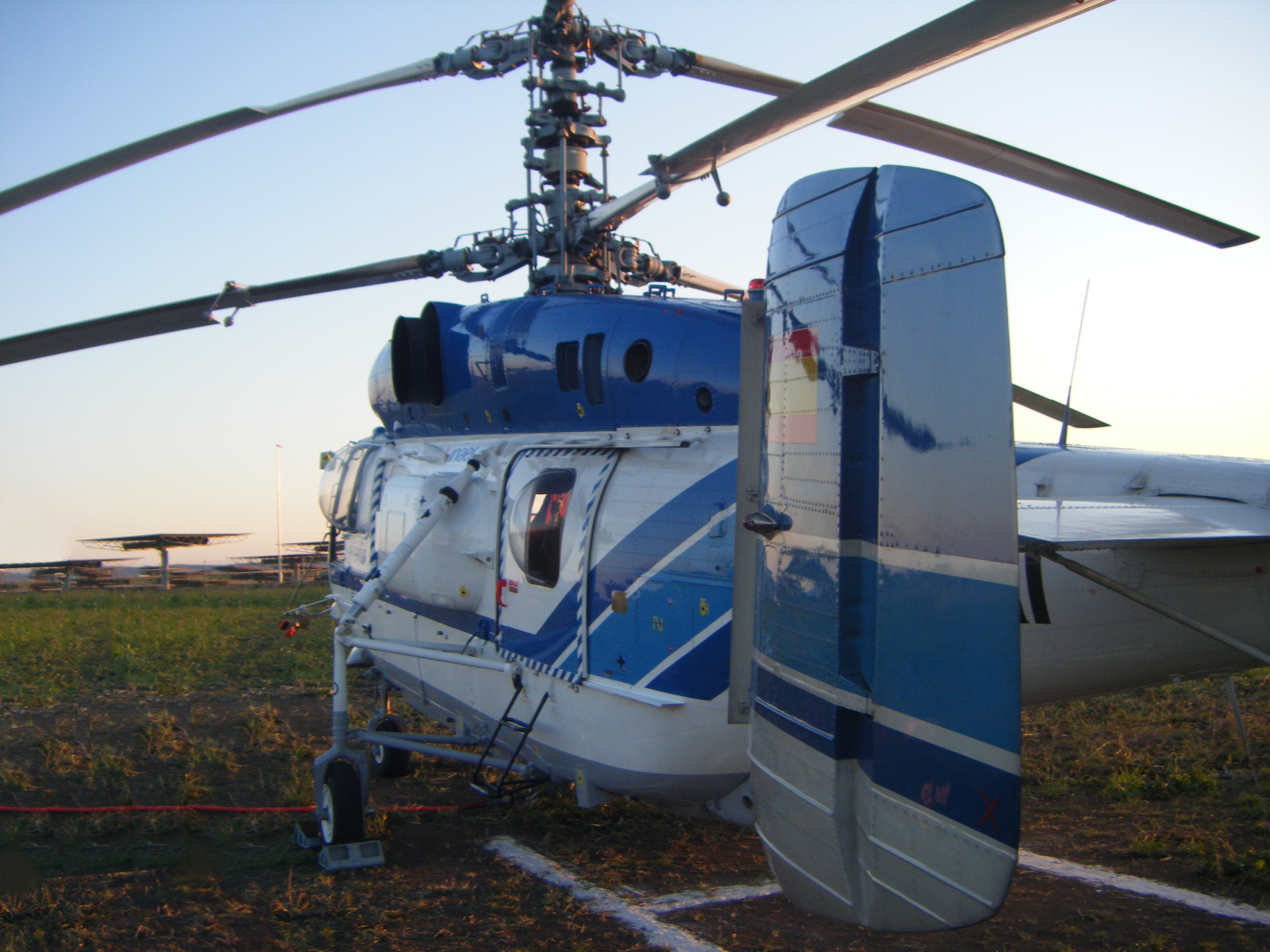
Ka-32 A11 BC de la empresa española INAER.

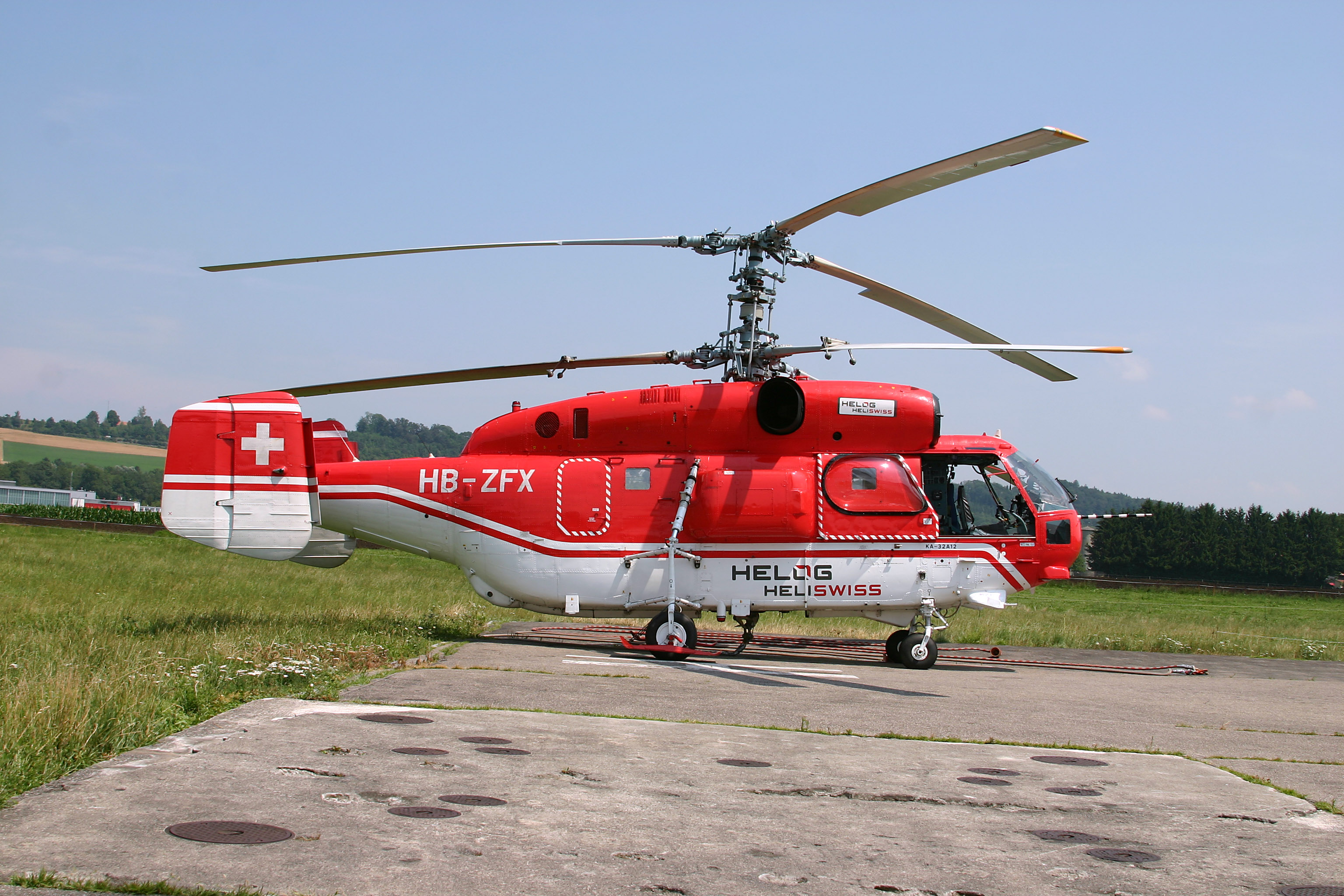
Un Kamow Ka-32A12 de la empresa suiza Helog Heliswiss en 2009.

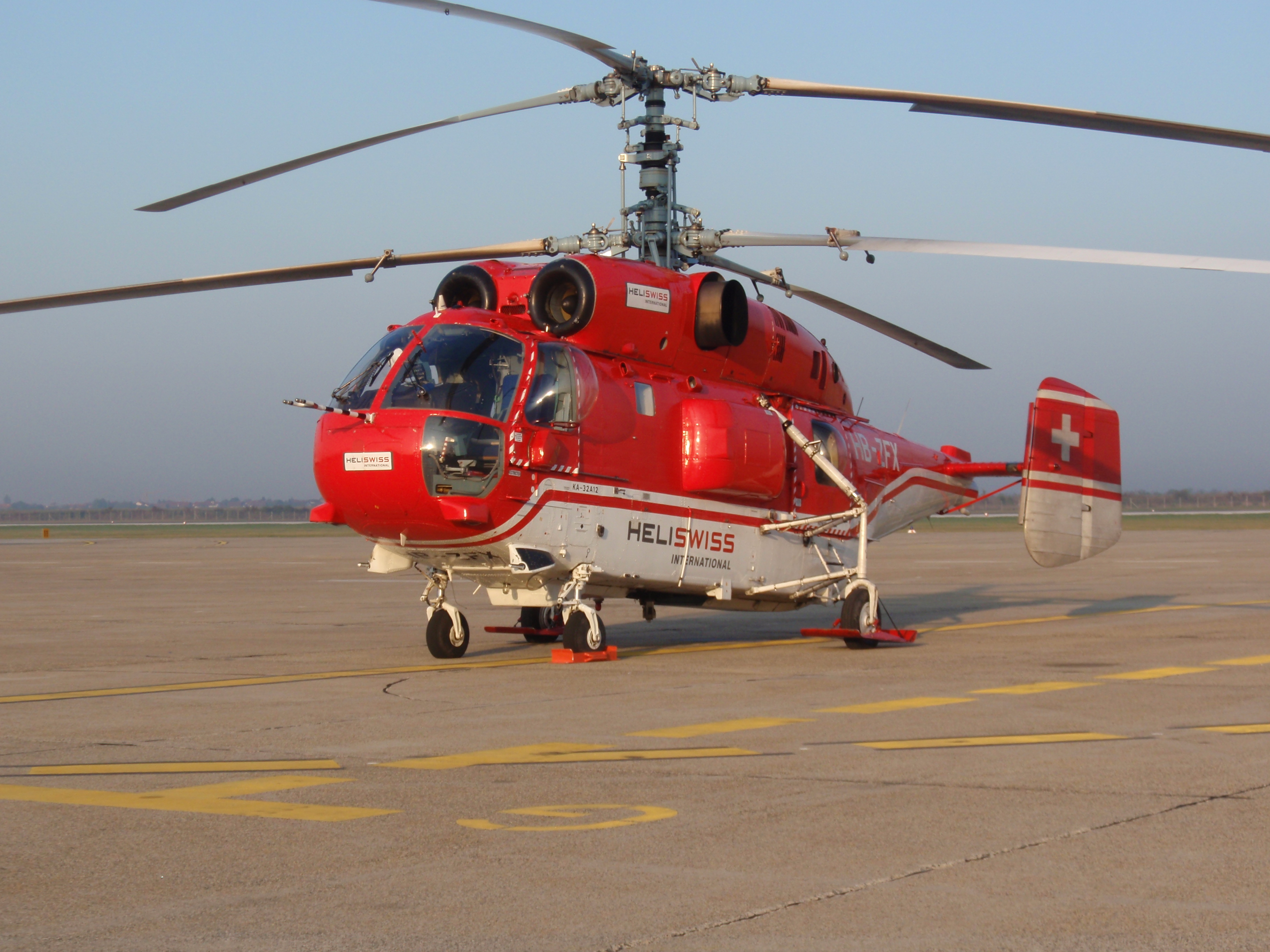
Un Kamow Ka-32 de la empresa suiza Heliswiss en 2009.

- Vancouver Island Helicopters (VIH) dispone de 3 helicópteros Ka-32 A11 BC.

 Corea del Sur
- La Guardia Costera y el Servicio Forestal de Corea del Sur operan en conjunto 36 unidades del modelo Ka-32.

 España
- Helisureste (Grupo INAER) opera 10 unidades (9 propias y 1 alquilada) del modelo Ka-32 A11 BC como helicóptero antincendios.[3]Con motivo de la guerra entre Rusia y Ucrania de 2022, España ha suprimido el mantenimiento ruso y ocho helicópteros han dejado de operar.[4]

 Estados Unidos
- California State Fire department

 Japón
- Akagi Helicopter dispone de una unidad.[5]

 Portugal
- 6 Ka-32 A11 BC usados contra incendios forestales.

 República de China
- Sunrise Airlines Company utiliza 1 helicóptero Ka-32 A11 BC (B-77999) para transporte de carga propiedad de la compañía VIH de Canadá en régimen de alquiler desde 2001.

 Rusia
- Omega Helicopters utiliza helicópteros Ka-32S.

 Sudáfrica
- South African AIRREP.[6]

 Suiza
- Helog Heliswiss opera el modelo Ka-32 A12.
- Heliswiss opera el modelo Ka-32T.

 Turquía
- El Ministerio de medio ambiente turco opera 8 helicópteros Ka-32 para lucha contra incendios forestales.

### Posibles operadores
Indonesia
- Indonesia planea adquirir los Ka-32 para servicios de salvamento: evacuación, búsqueda y rescate, como carguero y como helicópteros contra incendios forestales; y para la Policía de Indonesia.[7]

 Irán
- Irán planea fabricar esta aeronave en al menos 50 unidades del modelo Ka-32, con licencia de la fábrica rusa.[8]

## Especificaciones (Ka-32)

### Características generales
- Tripulación: 1-3
- Capacidad: 16
- Longitud: 11.22 m
- Diámetro rotor principal: 15.90 m cada uno
- Altura: 5,5 m (18 ft)
- Peso vacío: 6920 kg (15 251,7 lb)
- Peso cargado: 11.000 kg (con la carga útil interna) y máx. 12.700 kg (con carga externa)
- Peso útil: de 3.700 kg / 5.000 kg externamente
- Peso máximo al despegue: 12.700 kg
- Planta motriz: 2× Turboeje Klimov TV3-117 WMA.
  - Potencia: 1660 kW (2289 HP; 2257 CV) 2.225 HP cada uno.

### Rendimiento
- Velocidad máxima operativa (Vno): 250 km/h (155 MPH; 135 kt)
- Velocidad crucero (Vc): 230 km/h (143 MPH; 124 kt)
- Alcance: 850 kilómetros con 1.500 kg de carga útil
- Techo de vuelo: 5000 m (16 404 ft)

### Desarrollos relacionados
- Kamov Ka-25
- Kamov Ka-27 / Ka-28
- Kamov Ka-29
- Kamov Ka-31